# Cairo Aviation
Cairo Aviation (ursprünglich bis Herbst 2003 Air Cairo) war eine ägyptische Charterfluggesellschaft mit Sitz in Kairo und Basis auf dem Flughafen Kairo-International.

## Geschichte
Die Fluggesellschaft wurde im Jahr 1997 von dem ägyptischen Unternehmer Ibrahim Kamil unter dem Namen Air Cairo  in Kairo gegründet. Über das ägyptische Leasingunternehmen Sirocco Aerospace International, das ebenfalls Ibrahim Kamil gehörte, mietete die Gesellschaft zunächst zwei werksneue Tupolew Tu-204-120, mit denen im November 1998 die Betriebsaufnahme erfolgte. Im Anschluss wurden weitere geleaste Passagier- und Frachtflugzeuge dieses Typs übernommen. Air Cairo setzte die Maschinen im Ad-hoc-Charterverkehr auf Passagier- und Frachtflügen ein. Zudem betrieb die Gesellschaft ihre Frachtflugzeuge zeitweise im Wetlease für den Logistikkonzern TNT Express, wobei sie dessen Unternehmensfarben trugen.
Im Herbst 2003 gründete Ibrahim Kamil gemeinsam mit Egypt Air und der Banque du Caire eine weitere Fluggesellschaft, die primär IT-Charterflüge durchführen sollte. Gleichzeitig trat Air Cairo ihren Namen an das neue Unternehmen ab und wurde zur Cairo Aviation umfirmiert. Das Unternehmen führte im Anschluss weiterhin Passagier- und Frachtflüge auf Ad-hoc-Basis durch und flog daneben auch Sub-Charter für Egypt Air. Anfang 2010 bestand die Flotte des Unternehmens aus fünf Tupolew Tu-204-120, darunter zwei Frachtflugzeuge der Version Tu-204-120S.

## Flotte
Die Flotte der Cairo Aviation bestand aus einem 20,4 Jahre alten Flugzeug:
| Flugzeugtyp        | Anzahl | bestellt | Anmerkungen  |
| ------------------ | ------ | -------- | ------------ |
| Tupolew-Tu-204-120 | 1      |          |              |
| Irkut MC-21        |        | 6        | + 4 Optionen |
| Gesamt             | 1      | 6        |              |

Cairo Aviation betrieb zuvor auch vier Frachtversionen der Tu-204, wovon eine für TNT Airways betrieben wurde.